# Camp de refugiats

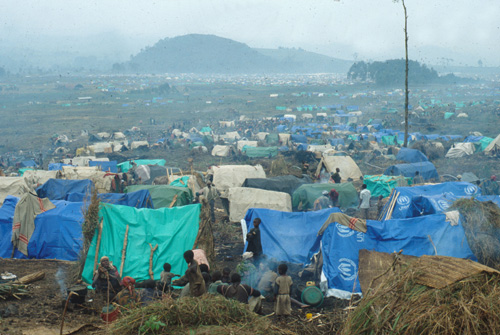
Camp de refugiats ruandesos ubicat a l'est de la República Democràtica del Congo (genocidi de Ruanda entre hutus i tutsis produït a finals del segle XX).

Un camp de refugiats és un campament temporal construït pels governs o les organitzacions no governamentals (p. ex.: la Creu Roja o l'ACNUR) per rebre refugiats. Segons la Convenció de l'ONU sobre l'Estatut dels Refugiats de 1951, complementada el 1960, un refugiat és aquella persona que té temença fundada de ser perseguida. Aquesta definició és restringida a nivell legal, però en llenguatge corrent es fa servir com a sinònim de qualsevol camp en què les persones que hi viuen han estat desplaçades en contra de la seva voluntat, incloent-hi conjuntament a persones perseguides i aquelles que han estat desplaçades per una catàstrofe natural. Aquests desplaçats ho poden ser a nivell intern d'un estat o desplaçats internacionals quan han d'abandonar el seu país d'origen.
Es tracta d'un espai humanitari artificial, basat en un sistema urbà per un període limitat després d'una o un conflicte social. Les diverses guerres araboisraelianes han dut a la necessitat de construcció de molts campaments de refugiats palestins, alguns dels quals eventualment s'han convertit en poblaments permanents. La persistència de les problemàtiques socials que en va produir l'aparició i la incapacitat dels governs a reubicar els ciutadans en cases podria explicar la perdurabilitat en el temps d'aquesta mena d'establiments humans.

## Funcions

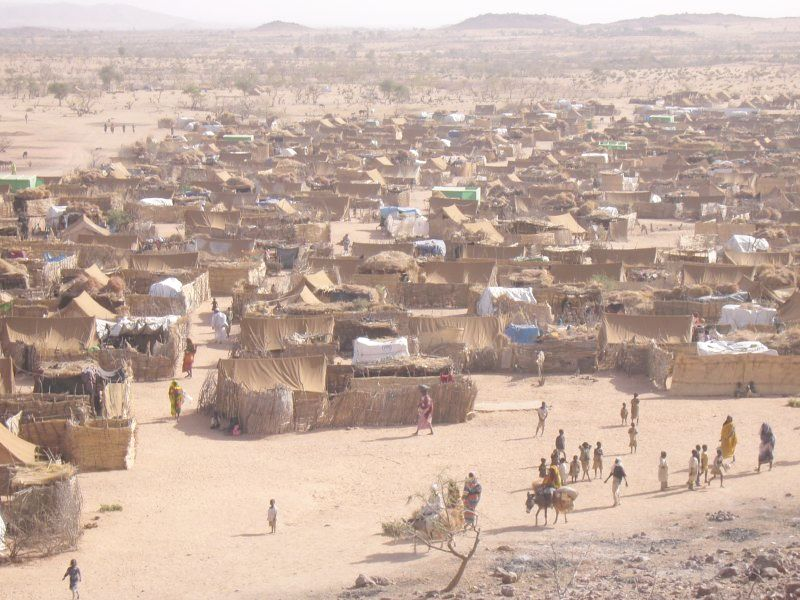
Camp de refugiats al Txad desplaçats pel conflicte del Darfur ocorregut a principis de segle XXI.

Els campament de refugiats es dissenyen per tal de garantir la necessitats bàsiques de les víctimes de les guerres o els desastres. Principalment destinats a la supervivència de la població allotjada serien:
- Garantir i mantenir unes mínimes condicions higièniques i sanitàries mínimes per tal d'evitar l'aparició de brots epidèmics (p. ex.: presència d'equips i personals mèdics i gestió adequada dels residus i femtes generades per la població).
- Garantir l'arribada i accés d'aliments a la població refugiada.
- Garantir de seguretat dels refugiats per part d'agressions d'altres interns o persones alienes al camp.

Quan es perllonga l'estada, és important desenvolupar estructures que social i preparar el retorn a la vida normal. Per tant, és important involucrar l'administració dels campaments de refugiats (distribució d'aliments, la prevenció de problemes), per establir escoles, recreació, etc.

## Camps de refugiats de la guerra civil espanyola
La Tercera República Francesa, a les acaballes de la guerra civil espanyola va muntar uns camps improvisats a les platges de Sant Cebrià i Argelers, i més tard a i Barcarès i Gurs

## Camps de refugiats arreu del món[4]
La següent és una llista dels diferents camps de refugiats existents a causa dels principals conflictes armats actuals amb refugiats a Àfrica, Àsia i Europa
- Dadaab (Kenya), el major camp de refugiats del món es queda petit, ara acullen a més de 470.000 persones.
- Nyarugusu (Tanzània) Un total de 68.000 persones que fugen de la República Democràtica del Congo viuen en aquest camp de refugiats prop de *Kigoma.
- Tamil Nadu (Índia) Almenys 67.165 refugiats viuen en aquest camp a Índia.
- Urfa (Turquia) acull a 66.388. Uns 218.000 estan en algun dels 22 campaments oficials establerts pel Govern. Aquí reben menjar, atenció mèdica i educació.
- Nakivale (Uganda) actualment alberga a 61.385 persones.
- Pakistan és el país que acull major nombre de refugiats a Panian, amb 56.820 i a Old Shamshatoo, hi hauria un total de 53.573 persones.
- Zaatari, una ciutat que va néixer de les res fa tres anys amb 46.103 persones.
- Old Akora, (Pakistan) En aquest camp, un total de 36.693 ànimes fugen de tres dècades de guerra a Afganistan.
- Buramino (Etiòpia) Etiòpia rep a un gran nombre de refugiats que fuig del conflicte i la sequera. Aquí viuen 35.207 persones.
- Fugnido (Etiòpia) Etiòpia ha traslladat a uns 57.000 refugiats des de la frontera amb Sudan del Sud fins a campaments a l'interior d'Etiòpia. En concret, aquest allotja 34.247*
- Oure Cassoni (Txad) Aquí viuen 33.267 persones.
- Beldangi (Nepal) Aquí viuen 31.701 persones
- Kobe (Etiopia), 31.656 persones
- Hilaweyn (Etiòpia) amb 30.960 persones
- Rwamanja (Uganda) amb 29.681 refugiats